# تصوير الثدي

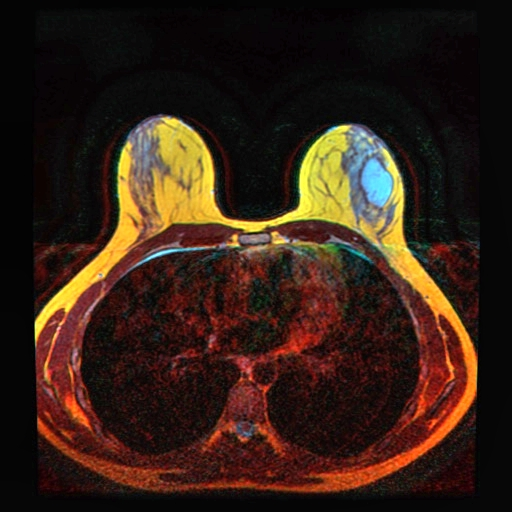

تصوير الثدي (بالإنجليزية: Breast imaging)‏ هو تمثيل شكل الثدي. وهو عبارة عن تخصص فرعي من الأشعة التشخيصية، ويتم التصوير لأغراض الفحص أو التشخيص، هناك طرق مختلفة ومتعددة لتصوير الثدي عن طريق استخدام مجموعة متنوعة من التقنيات. فهناك التصوير الثديي ثنائى الأبعاد والذي كان يسنخدم الأشعة السينية، وقد ظل المرجعية الأساسية لتصوير الثدي لعقود عديدة، وهناك أيضًا التصوير المقطعي للثدي أو ما يعرف بالتصوير ثلاثي الأبعاد، وهو تقنية تصوير الثدي بالأشعة السينية الرقمية الجديدة نسبيًا، والتي تقوم بإنتاج شرائح صور متعددة للثدي. وهناك أيضًا التصوير الثديي الجاف ، وتصوير المجرات المحوسب، وهما من طرق تصوير الثدي وتستخدمان الأشعة السينية، وهما تقنيتان عفى عليهما الزمن إلى حد ما وتستحدمان الآن بشكل منقطع في الكشف عن سرطان الثدي. وهناك تقنية التصوير بالموجات فوق الصوتية الي تستخدم في التشخيص والفحص، وهي تساعد كثيرًا في التميز بين الآفات المملوءة بالسوائل والآفات الصلبة ، أو بمعنى آخر بين الأورام الخبيثة والأورام الحميدة ، وهو عامل مهم لتحديد ما إذا كانت الآفة سرطانية. وهناك تقنية التصوير بالرنين المغناطيسي للثدي، وهي تقنية مخصصة عادة للمرضى المعرضين للخطر والمرضى الذين تم تشخيصهم بسرطان الثدي.

## طرق وتقنيات تصوير الثدي

### التصوير بالأشعة السينية

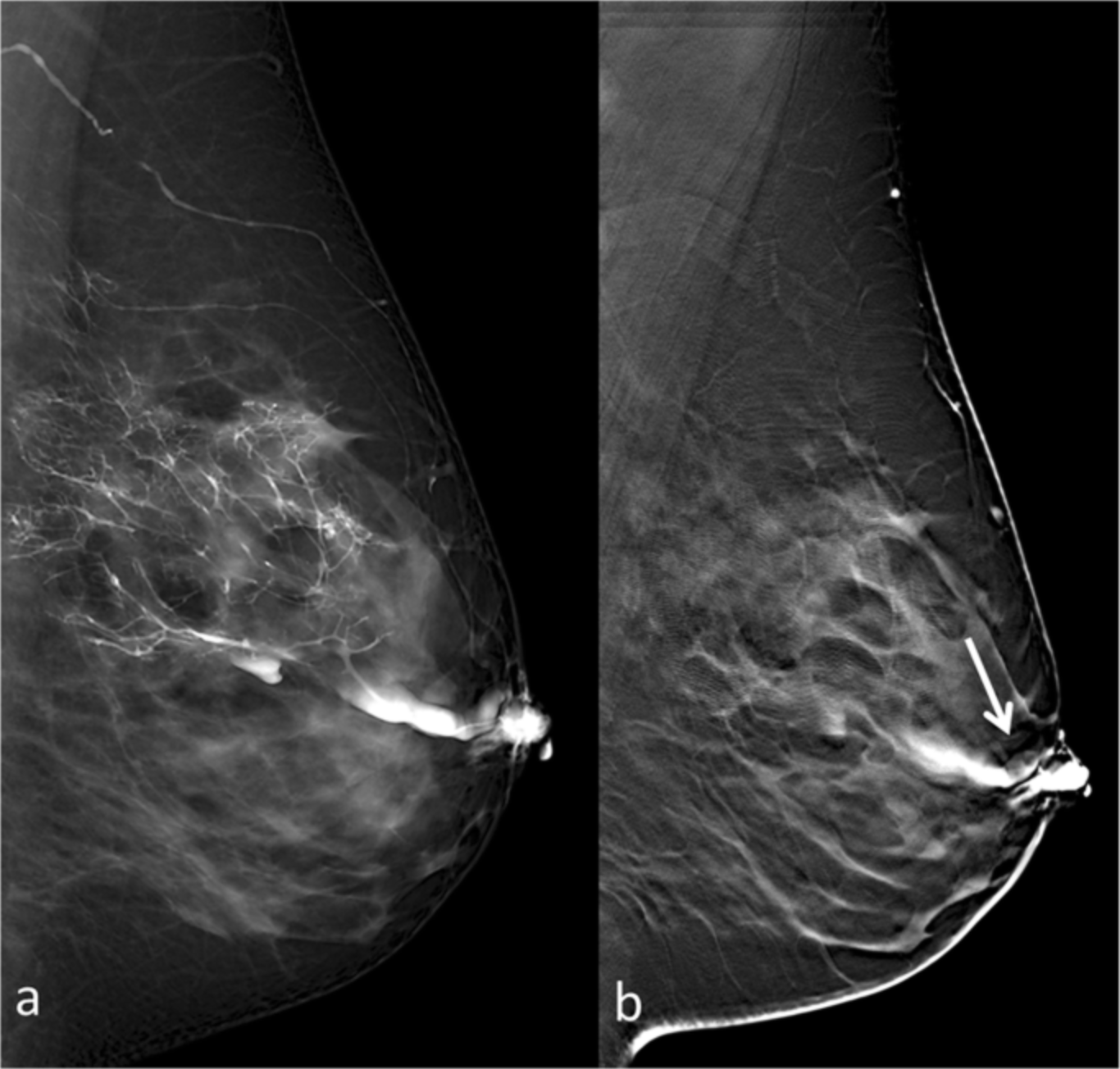

وهو يظهر في عدة صور، نذكر منها: التصوير الشعاعي للثدي، وهو عملية استخدام الأشعة السينية منخفضة الطاقة (حوالى 30 كيلو فولت) وذلك لفحص الثدي البشري، وهي تسخدم كأداة تشخيص وفحص، والهدف من التصوير الشعاعي للثدي هو الكشف المبكر عن سرطان الثدي. من خلال الكشف عن الكتل المميزة أو التكلسات الدقيقة. وبالإضافة إلى الأغراض التشخيصية فإن التصوير الشعاعي للثدي له فائدة تدخلية فيما يعرف بالخزعات التجسيمية، من أجل تحديد المنطقة المعنية بدقة وتوجيه إبرة الخزع لهذا الموقع الدقيق. ويطلق عليه في هذه الحالة "التصوير التجسيمي" ؛ لأنه يستخدم صوراً مأخوذة من زاويتين مختلفتين لنفس الموقع. وهناك أيضا تصوير قنوات الحليب وهو إجراء تشخيصي طبي لعرض قنوات الحليب، ويمكن أن يكون إجراءًا مفيدًا في التشخيص المبكر للمرضى الذين يعانون من إفرازات حلمة مرضية. ولتجنب العدوى لا ينبغي إجراء تصوير قنوات الحليب عندما تحتوي إفرازات الحلمة على صديد. ومن الطرق التي تستخدم تقنية الأشعة السينية هناك تصوير الثدي الجاف أو التصوير الشعاعي للثدي الجاف ، والذي لم يعد مستخدمًا على نطاق واسع، وهو عبارة عن طريقة ضوئية كهربية لتسجيل صورة بالأشعة السينية على لوحة معدنية مطلية باستخدام حزم فوتون منخفضة الطاقة. وأخيرًا هناك التصوير المقطعي الرقمي، وهو يتميز بالدقة التشخيصية العالية مقارنة بالتصوير الشعاعي التقليدي للثدي، ويعود تاريخ هذه التقنية إلى ثلاثينيات القرن العشرين.

### التصوير بالرنين المغناطيسي

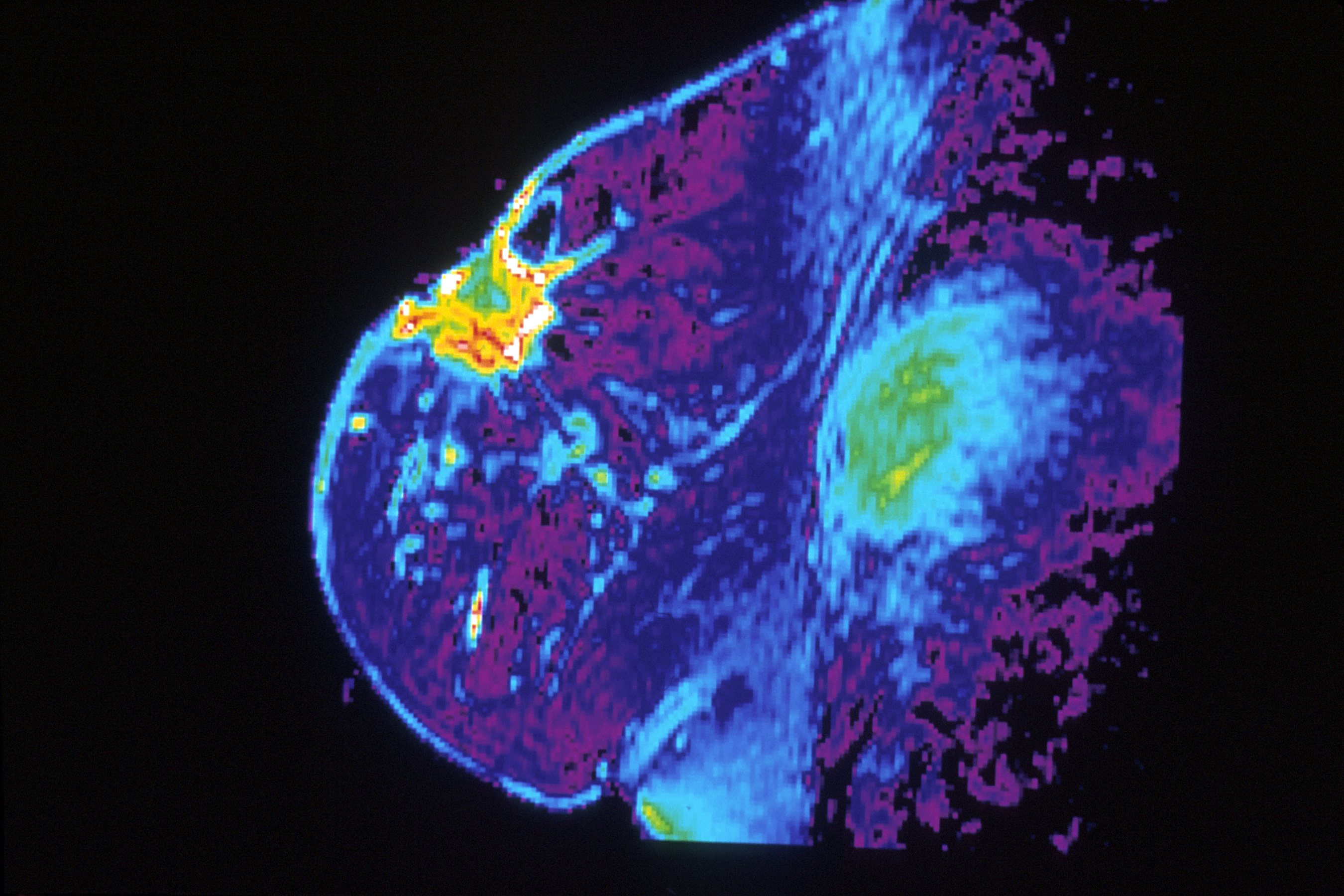
تصوير الثدي بالرنين المغناطيسي

وهو عبارة عن تقنية بديلة لتصوير الثدي بالأشعة السينية، وقد أظهرت تفنية تصوير الثدي بالرنين النغناطيسي تقدمًا كبيرًا في الكشف عن سرطان الثدي. وحساسية تصوير الثدي بالرنين المغناطيسي في الكشف عن السرطان أعلى بكثير من حساسية التصوير بالاشعة السينية  أو بالموجات فوق الصوتية. والارشادات الأمريكية الأوربية توصي بالتصوير بالرنين المغناطيسي بأعتباره الطريقة المثلى لتصوير الثدي.، ومن بين مزايا التصوير بالرنين المغناطبيسي ما بتعلق بعلاج سرطان الثدي. حيث يظهر هذا الكشف زيادة في اكتشاف السرطانات الصغيرة. كما يظهر هذا التصوير دقة في تقييم أستجابة العلاجات عند المرضى.

### التصوير بالموجات فوق الصوتية

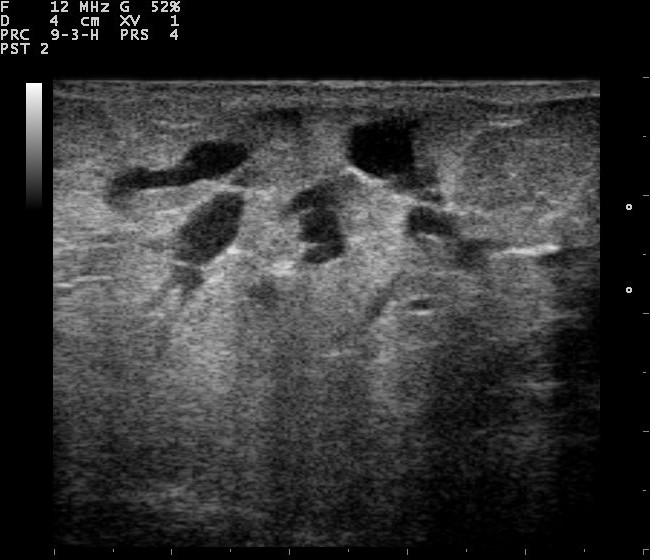
التصوير بالموجات فوق الصوتية

تصوير الثدي بالموجات فوق الصوتية، هو استخدام الموجات فوق الصوتية الطبية لإجراء تصوير الثدي، وهو يستخدم إما للفحص أو للتشخيص، كما أنه يمكن أن يستخدم بشكل منفرد أو يستخدم مع الأشعة السينية، ومن خلال هذه التقنية تقوم الموجات فوق الصوتية التشريحية بفحص التشريح، في حين تقوم الموجات فوق الصوتية الوظيفية التشخيصية بتسجيل معلومات من قبيل: تدفق الدم ، وخصائص الأنسجة. ومن بين الأشكال الوظيفية المحددة للتصوير بالموجات فوق الصوتية هو التصوير المرن. هذا بالإضافة إلى استخدام الموجات فوق الصوتية في الجراحة وبالتحديد فيما يتعلق بخزعة الإبر الموجهة، حيث أنه قد ثبت ان الخزع الموجهة بالموجات فوق الصوتية تقلل من معدلات إعادة الأستئصال ، والاستئصال في سرطان الثدي.

## نظر أيضًا
- تصوير الثدي الشعاعي.